# Blaine Down
Blaine Down (* 16. Juli 1982 in Oshawa, Ontario) ist ein ehemaliger kanadischer Eishockeyspieler, der den größten Teil seiner Karriere in Europa verbrachte und dort unter anderem für die ZSC Lions in der National League A in der Schweiz, die Straubing Tigers und Iserlohn Roosters in der Deutschen Eishockey Liga (DEL) sowie den EC VSV in der Erste Bank Eishockey Liga (EBEL) in Österreich auflief.

## Karriere
Blaine Down begann seine Karriere als Eishockeyspieler bei den Barrie Colts, für die er von 1999 bis 2002 in der Ontario Hockey League aktiv war, und mit denen er 2000 den J. Ross Robertson Cup als OHL-Meister gewann. Anschließend spielte er drei Jahre lang für die Bridgeport Sound Tigers in der American Hockey League, ehe er im Sommer 2005 zum SV Ritten-Renon in die italienische Serie A wechselte. Mit den Südtirolern wurde er in der folgenden Spielzeit italienischer Vizemeister. Anschließend blieb der Angreifer in Europa, wo er zunächst zwei Jahre in der dänischen AL-Bank Ligaen bei den Herning Blue Fox spielte. In den Spielzeiten 2006/07 und 2007/08 gewann Down jeweils die Dänische Meisterschaft. 
Zur Saison 2008/09 wechselte er zu den ZSC Lions aus der Schweizer National League A. Bei den Zürchern, die er beim Gewinn der Champions Hockey League unterstützte, kam er in allen sieben CHL-Spielen zum Einsatz. In der nationalen Meisterschaft spielte er jedoch ausschließlich bei Zürichs Farmteam, den GCK Lions aus der National League B. Im weiteren Verlauf seines vierjährigen Verbleibs in Zürich kam er auch zu Einsätzen in der NLA und gewann mit den ZSC Lions 2012 den Schweizer Meistertitel.
Am 12. Juni 2012 gaben die Straubing Tigers aus der Deutschen Eishockey Liga die Verpflichtung von Blaine Down bekannt, er erhielt dort zunächst einen Einjahresvertrag. Nachdem er bereits für die Saison 2013/14 einen weiteren Vertrag unterschrieben hatte, verlängerte Down am 19. November 2013 seinen Vertrag bei den Straubing Tigers bis 2016. Nach der Saison 2015/16 trennten sich schließlich die Wege von Down und den Straubing Tigers nach vier Saisons in Niederbayern. Anschließend unterschrieb er einen Jahresvertrag beim Ligakonkurrenten Iserlohn Roosters, den er anschließend wiederum um ein Jahr verlängerte. Nach einer Spielzeit beim EC VSV in Österreich beendete er 2019 schließlich seine Karriere.

## Erfolge und Auszeichnungen
| - 2000 J.-Ross-Robertson-Cup-Gewinn mit den Barrie Colts - 2006 Italienischer Vizemeister mit dem SV Ritten-Renon - 2007 Dänischer Meister mit den Herning Blue Fox - 2008 Dänischer Meister mit den Herning Blue Fox | - 2009 Champions-Hockey-League-Gewinn mit den ZSC Lions - 2009 Victoria-Cup-Gewinn mit den ZSC Lions - 2012 Schweizer Meister mit den ZSC Lions |

## Karrierestatistik
(Legende zur Spielerstatistik: Sp oder GP = absolvierte Spiele; T oder G = erzielte Tore; V oder A = erzielte Assists; Pkt oder Pts = erzielte Scorerpunkte; SM oder PIM = erhaltene Strafminuten; +/− = Plus/Minus-Bilanz; PP = erzielte Überzahltore; SH = erzielte Unterzahltore; GW = erzielte Siegtore; 1 Play-downs/Relegation; Kursiv: Statistik nicht vollständig)